# Robert Domes
Robert Domes (* 27. Oktober 1961 in Ichenhausen, Bayern) ist ein deutscher Journalist und Schriftsteller.

## Leben
Robert Domes wuchs als Sohn einer Arbeiterfamilie in Oxenbronn in Bayerisch-Schwaben (Landkreis Günzburg) auf. Nach dem Abitur und Zivildienst studierte er an der Ludwig-Maximilians-Universität in München Politische Wissenschaften und Kommunikationswissenschaft. Er brach das Studium ab, um ein Volontariat bei der Allgäuer Zeitung (AZ) in Kempten anzutreten. Danach arbeitete er in mehreren Redaktionen des Verlags als Lokalredakteur. Ab 1988 war er Redakteur der AZ in Kaufbeuren. 2001 übernahm er die Leitung der Lokalredaktionen Kaufbeuren und Buchloe. Zum 1. Juli 2002 machte er sich als Autor und Journalist selbständig.
Domes ist verheiratet mit der Schauspielerin Simone Schatz. Er hat drei Kinder aus erster Ehe und zwei Kinder mit seiner jetzigen Frau. Er lebt mit seiner Familie in Irsee im Allgäu.

## Tätigkeiten und Themen
Robert Domes arbeitet als Schriftsteller und als Journalist für verschiedene Tageszeitungen und Zeitschriften. Außerdem ist er in der Aus- und Fortbildung von Journalisten aktiv. Er ist Referent und Teamleiter, unter anderem im Lokaljournalistenprogramm der Bundeszentrale für politische Bildung, in der journalistischen Nachwuchsförderung der Konrad-Adenauer-Stiftung und für private Auftraggeber.
2002 begann Domes, das Leben von Ernst Lossa zu recherchieren. Der Junge stammte von Eltern aus der Gruppe der Jenischen ab, die als reisende Hausierer in Süddeutschland unterwegs waren. Ernst wurde 1933 den Eltern weggenommen, wuchs in Heimen auf. Obwohl er weder behindert noch psychisch krank war, wurde er 1942 in die Heil- und Pflegeanstalt Kaufbeuren-Irsee im Allgäu abgeschoben. Dort wurde er 1944 im Alter von 14 Jahren mittels einer Überdosis Morphium-Scopolamin umgebracht. Er war einer der vermutlich über 200 000 Opfer der Euthanasie im Nationalsozialismus. Domes beschrieb das Leben des Ernst Lossa in seinem Tatsachenroman „Nebel im August“, der 2008 bei cbt (Random House) als Jugendbuch erschien. Das Buch wird inzwischen an Schulen als Unterrichtslektüre verwendet. Der Autor erhielt für das Werk mehrere Preise. 2015 wurde der Roman unter der Regie von Kai Wessel verfilmt. Der Film kam im September 2016 in die deutschen Kinos (siehe Nebel im August). Der Roman wurde zudem in ein Theaterstück überarbeitet, das am 16. März 2018 im Landestheater Schwaben in Memmingen uraufgeführt wurde.
Außerdem verfasste Domes 2014 und 2015 die Allgäu Krimis Voralpenphönix und Almwiesengift, die beide in Kaufbeuren und im Ostallgäu spielen.

## Werke
- Nebel im August. Die Lebensgeschichte des Ernst Lossa. cbt, München 2008, ISBN 978-3-570-30475-4.
- Voralpenphönix. Allgäu Krimi. emons, Köln 2014, ISBN 978-3-954-51252-2.
- Almwiesengift. Allgäu Krimi. emons, Köln 2015, ISBN 978-3-954-51546-2.
- Nebel im August. Filmbuch. cbj, München 2016, ISBN 978-3-570-40328-0.
- Waggon vierter Klasse. Eine Spurensuche in der Nachkriegszeit. cbt, München 2021, ISBN 978-3-570-31352-7.

## Auszeichnungen
- Deutscher Lokaljournalistenpreis der Konrad-Adenauer-Stiftung (Sonderpreis)
- Journalistenpreis des Verbandes der Bayerischen Bezirke
- 2009 Nominierung für den Gustav-Heinemann-Friedenspreis für Nebel im August
- 2009 Bronzener Lufti, Literaturpreis der Jugendjury der Mecklenburgischen Literaturgesellschaft für Nebel im August
- Bundesverdienstmedaille des Jenischen Bundes in Deutschland
- 2010 Marion-Samuel-Preis der Stiftung Erinnerung

## Einzelnachweis
1. ↑  Klaus-Peter Mayr: Weshalb musste Ernst Lossa sterben? In: Allgäuer Zeitung. 19. März 2018.